# Grande Traversata delle Alpi

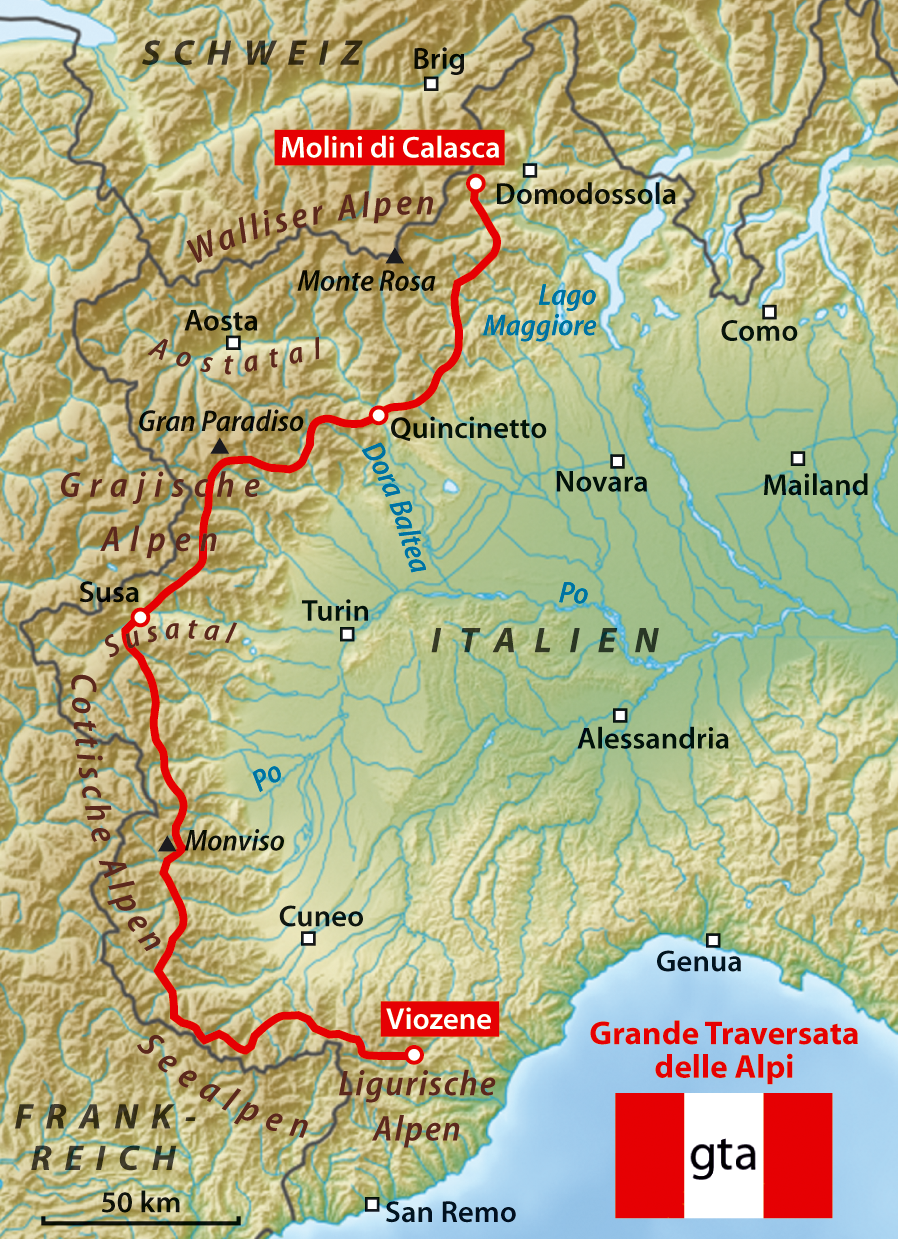
GTA acoperă arcul alpin piemontez în 55 de etape.

Grande Traversata delle Alpi (GTA) este un circuit de drumeții în Alpii din Piemont. Face parte din Sentiero Italia.
GTA a fost creată la sfârșitul anilor 1970, după modelul GTA francez (Grande Traversée des Alpes), care urmărește să privilegieze locurile mai puțin cunoscute pentru turismul montan.

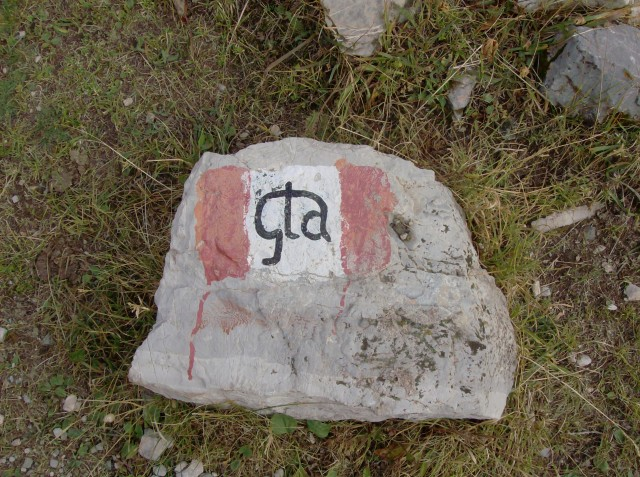
Vechi semn al GTA

Traseul este împărțit în 55 de etape cu o durată de la cinci până la opt ore de mers pe jos; de obicei, la sfârșitul fiecărei etape există o unitate specială de cazare (escală GTA) sau un refugiu; șerpuiește din munții Domodossola până în Alpii Ligurici pe o lungime totală de aproximativ 1.000 km, suprapunându-se, în unele tronsoane, pe traseul Via Alpina și este marcat cu un semn cu trei benzi Roșu-Alb-Roșu cu inscripția gta în centru.
Astăzi, Via Alpina, rețea de poteci de drumeție, care acoperă opt țări alpine, inițial subvenționată de Uniunea Europeană, se sprijină în bună parte pe traseele GTA franceze și italiene pentru a le revaloriza la scară internațională. 

## Traseu
Traseul a fost creat pentru a fi parcurs de la sud la nord; totuși, ghidurile germane descriu calea în sens invers, de la nord la sud.. Însă traseul poate fi parcurs în ambele sensuri.
Traseul de mers pe jos conduce drumețul de-a lungul cărărilor străvechi și de obicei nu este dificil, dar solicitant din punct de vedere fizic din cauza diferențelor mari de înălțime (600 până la 1200 de metri pe zi). De regulă, înnoptările se fac într-unul din satele de pe traseu. Satele tradiționale ale oamenilor de munte, cum ar fi Walser, sunt una dintre atracțiile traseului.

## Frecventare
Începând cu anii 1980, GTA a fost promovată în țările de limbă germană de către geograful Werner Bätzing, specialist în regiunea alpină. Datorită ghidurilor și articolelor pe care le-a scris, GTA este acum frecventată în mare parte de elvețieni și germani. De obicei vin timp de 1 până la 2 săptămâni; mulți revin în anii următori pentru a continua traversarea. Se estimează că între 100 și 200 de drumeți ai GTA rămân peste noapte într-o escală tipică, în fiecare an.